# Australie aux Jeux paralympiques
L’Australie a participé à toutes les éditions des Jeux paralympiques, à la fois d'été et d'hiver. Elle est le pays hôte des Jeux paralympiques d'été de 2000 à Sydney et des Jeux paralympiques d'été de 2032 à Brisbane.

## Histoire

### Débuts et survol historique

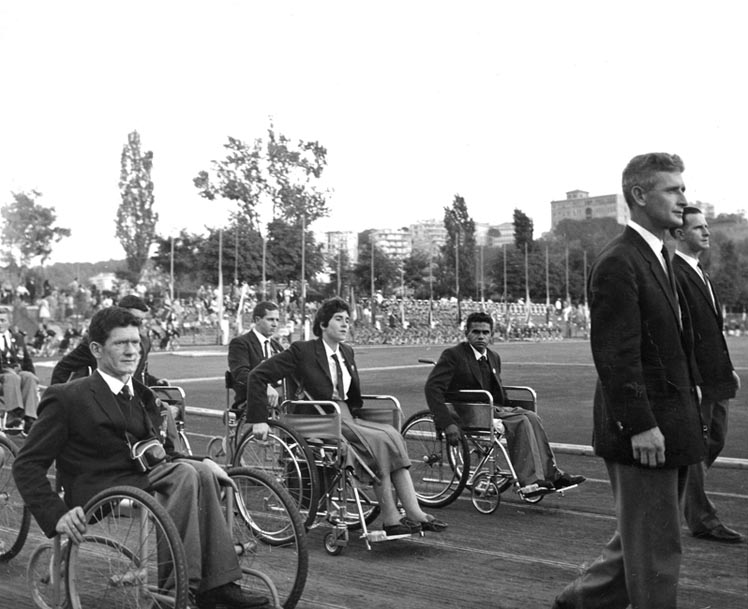
La délégation australienne à la cérémonie d'ouverture des premiers Jeux paralympiques, à Rome en 1960.

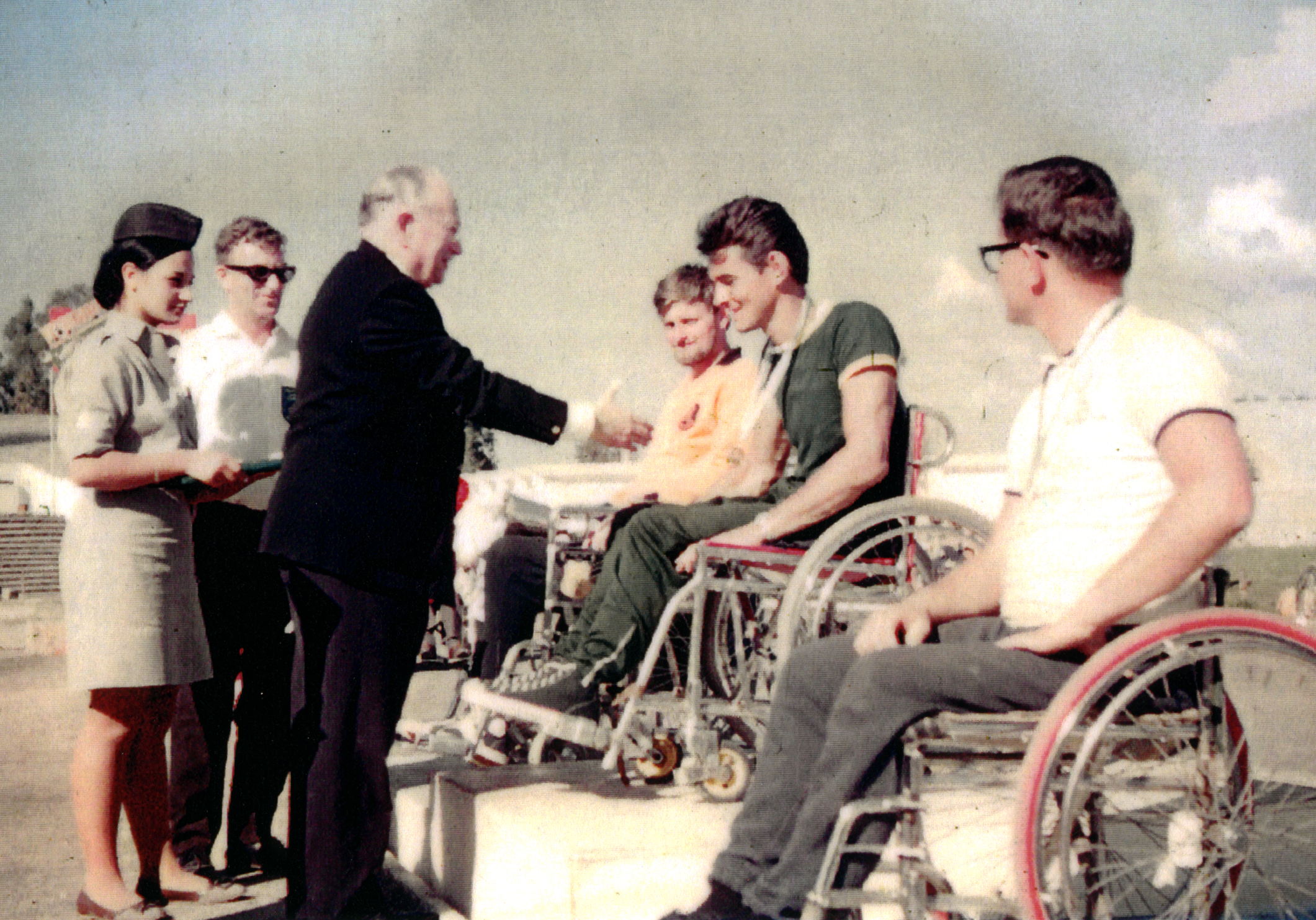
Ludwig Guttmann remet une médaille d'or à l'archer australien Tony South aux Jeux paralympiques de 1968 à Tel Aviv.

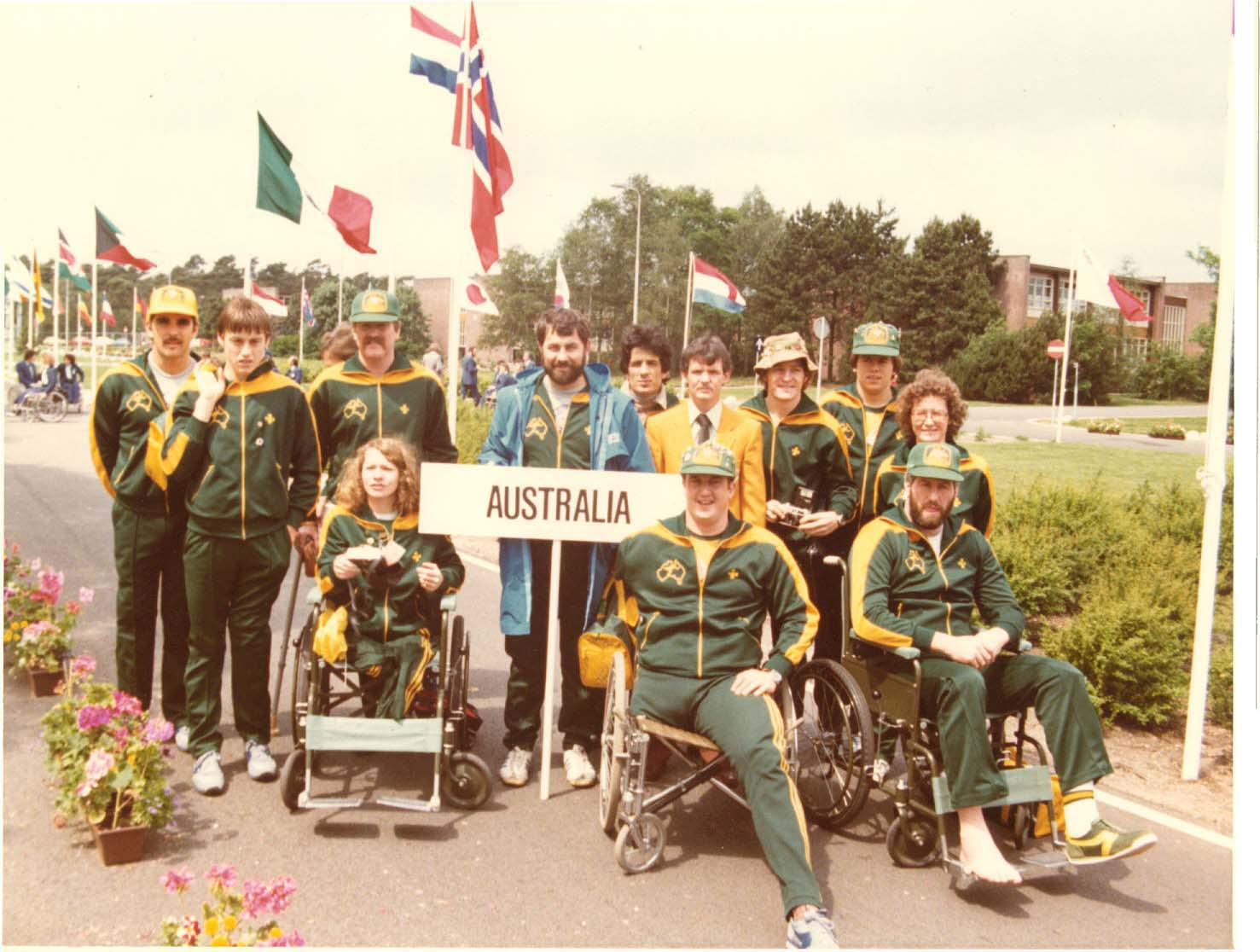
Une partie de la délégation australienne aux Jeux paralympiques d'été de 1980, à Arnhem.

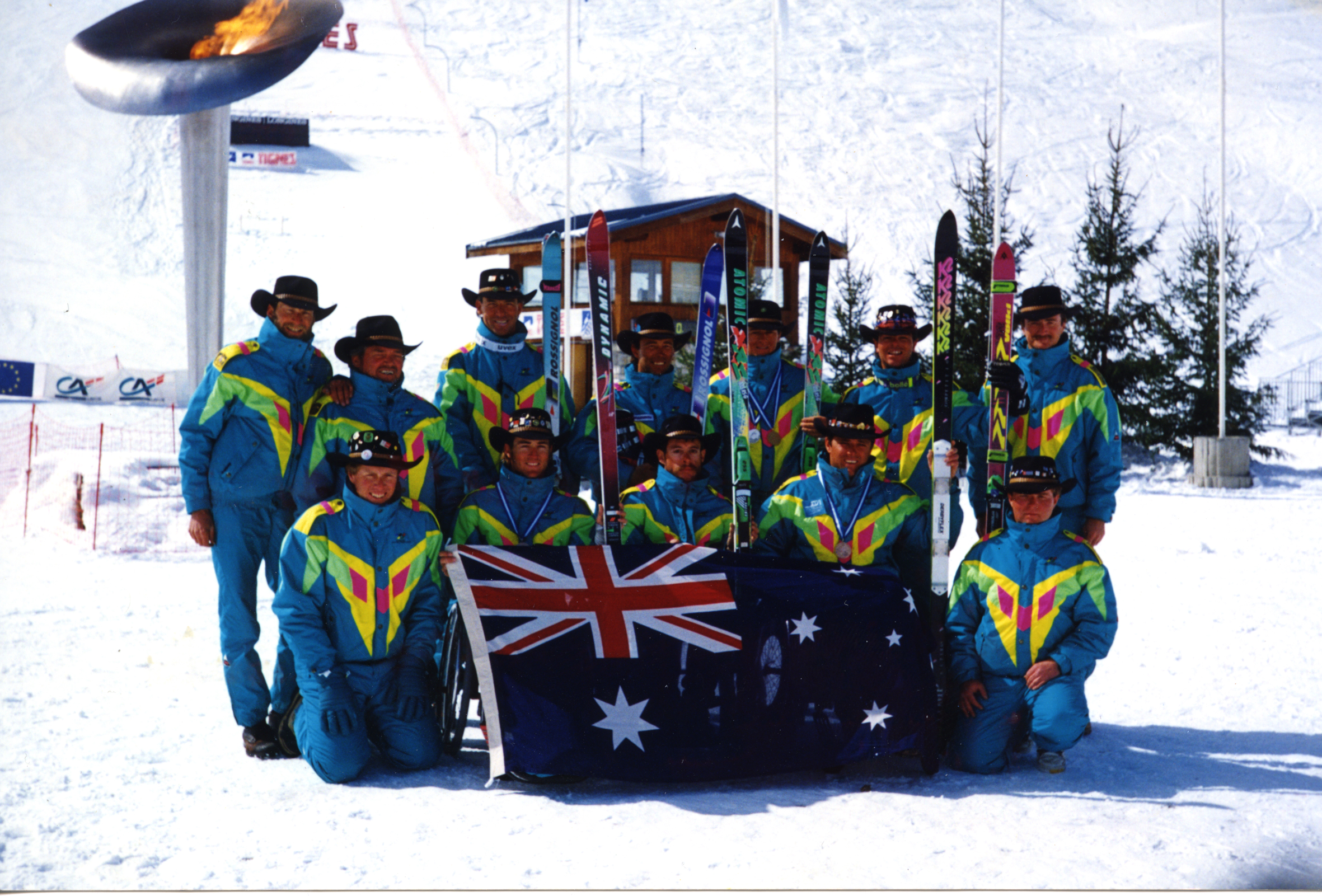
La délégation australienne aux Jeux paralympiques d'hiver de 1992 à Signes-Albertville.

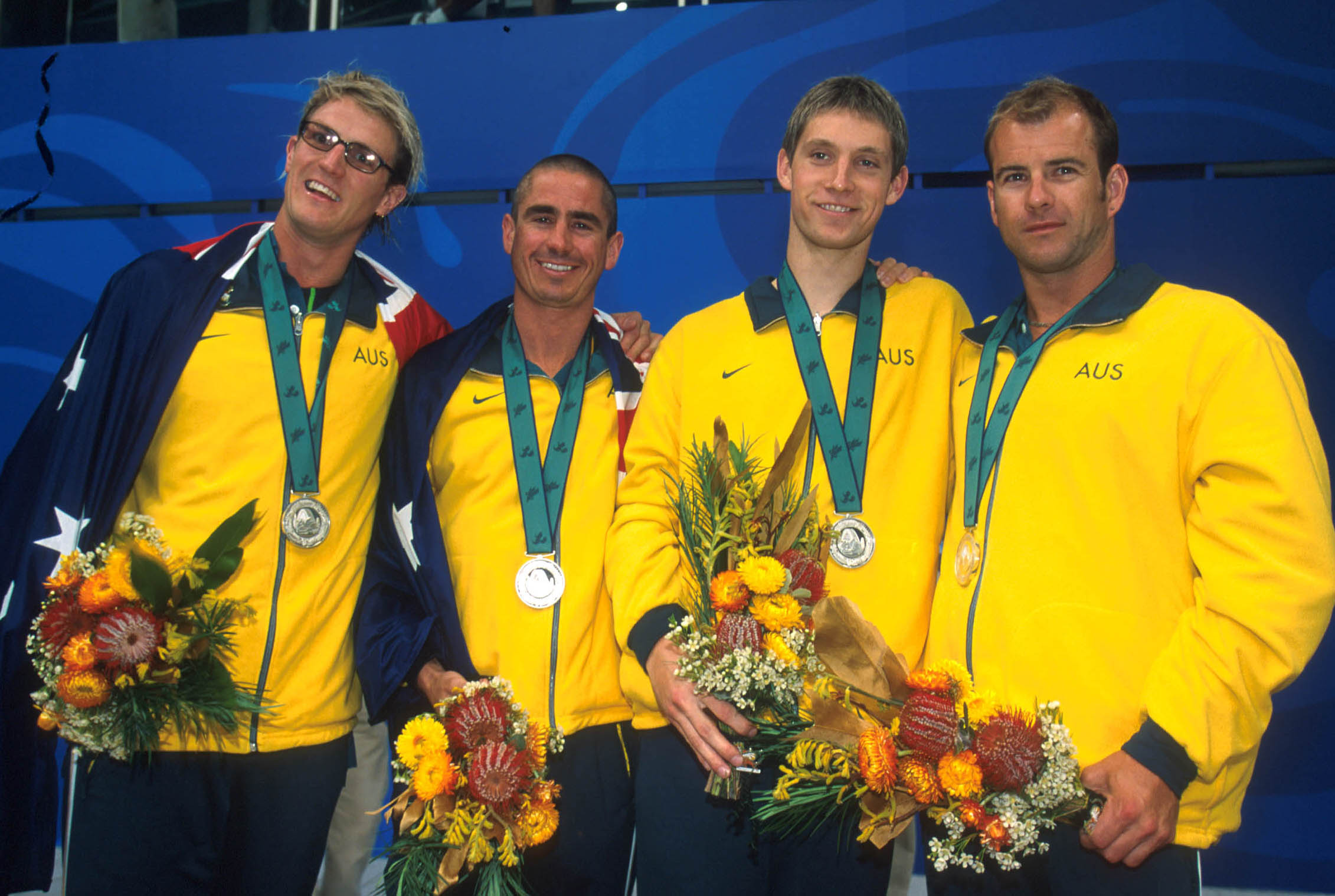
Les nageurs australiens du relais 4 × 100 m nage libre aux Jeux paralympiques d'été de 2000 à Sydney.

L'ancêtre des Jeux paralympiques sont les Jeux de Stoke Mandeville, pour anciens combattants handicapés au Royaume-Uni. Les quatrièmes Jeux de Stoke Mandeveille, en 1951, voient la participation d'une Australienne, Charlene Todman (en), patiente civile à l'hôpital de Stoke Mandeville ; en fauteuil roulant, elle prend part à l'épreuve féminine de tir à l'arc, et y remporte la seconde place. Il en va de même aux Jeux de 1953 avec la participation d'un patient australien, Tom Butler, ancien combattant dans l'armée de terre australienne durant la Seconde Guerre mondiale. Il y remporte la course de dos en natation.
En 1954, le chirurgien australien Leslie Le Souef, ancien combattant et prisonnier de guerre en Allemagne qui a ensuite connu à Stoke Mandeville le docteur Ludwig Guttmann, le fondateur du traitement des handicapés par les compétitions handisport, introduit cette approche de physiothérapie des patients paraplégiques par le sport à l'hôpital de Perth en Australie-Occidentale. En 1957, le docteur Guttmann visite l'hôpital de Perth et demande publiquement au directeur de l'unité de traitement de patients paraplégiques, le docteur George Bedbrook, d'envoyer une équipe australienne aux Jeux de Stoke Mandeville. Le docteur Bedbrook sélectionne neuf patients, qui participent aux Jeux de 1957, jeux internationaux qui rassemblent 360 participants issus de treize pays et concourant dans neuf disciplines sportives. Les Australiens Bill Mather-Brown (en) et Francis Ponta y remportent la médaille d'or en escrime, à l'épreuve de sabre par équipe. 
En 1960 est fondé le Conseil australien paraplégique et quadriplégique, qui organise cette même année en mars les premiers Jeux nationaux paraplégiques, à Melbourne. Ces Jeux servent de sélection des athlètes pour la délégation australienne aux premiers Jeux paralympiques, qui se tiennent à Rome en septembre. À ces premiers Jeux paralympiques, les Australiens remportent dix médailles, dont trois en or : Ross Sutton (en) est le premier champion paralympique australien, remportant une médaille d'or en tir à l'arc, tandis que Daphne Ceeney (en) remporte deux médailles d'or en natation, au 50 mètres nage libre et au 50 mètres brasse. En 1962 la ville australienne de Perth, lieu de naissance du handisport thérapeutique en Australie, accueille les premiers (en) Jeux paraplégiques du Commonwealth (en), quelques jours avant les Jeux de l'Empire britannique et du Commonwealth de 1962 dans cette même ville ; les athlètes handisport australiens s'y classent premiers au tableau des médailles. Le mouvement paralympique connaît un important succès en Australie : Les Australiens se classent 4e au tableau des médailles aux Jeux paralympiques de 1964 à Tokyo, et le pays envoie une bien plus importante délégation (trente-deux athlètes) aux Jeux paralympiques de 1968 à Tel Aviv ; avec quinze médailles d'or, ils s'y classent à nouveau 4e.
En 1975 est fondé le Conseil sportif australien pour les handicapés (Australian Sports Council for the Disabled), fédérant les associations spécialisées dans le handisport paraplégique, le handisport pour aveugles et malvoyants, et le handisport pour les sourds. Il devient en 1990 la Fédération paralympique australienne, qui en 2018 prend le nom Paralympics Australia. 
En 1976 ont lieu les premiers Jeux paralympiques d'hiver, à Örnsköldsvik en Suède. L'Australie y envoie un unique athlète, Ron Finneran (en), handicapé d'un bras et d'une jambe. Il prend part à la cérémonie d'ouverture, mais ne peut concourir à aucune épreuve sportive, celles-ci étant prévues uniquement pour athlètes amputés ou aveugles ou malvoyants. Face à sa déception, les habitants de la ville se cotisent et lui financent une formation de deux ans en éducation physique à l'université d'Umeå. C'est donc aux Jeux paralympiques d'hiver de 1980 à Geilo, en Norvège, que des athlètes australiens concourent pour la première fois ; la petite délégation de deux athlètes n'y obtient pas de médaille, et il faut attendre les Jeux d'hiver de 1992  à Tignes-Albertville pour voir des Australiens remporter des médailles, dont le titre du skieur Michael Milton (en) en slalom. 
Les Jeux paralympiques d'été de 2000, les seuls à ce jour accueillis par l'Australie, voient le pays hôte terminer en tête du tableau des médailles, grâce notamment aux six titres remportés par la nageuse Siobhan Paton (en) dans les épreuves pour handicapés mentaux. À partir des Jeux d'été de 2004, le comité paralympique australien restreint les critères d'éligibilité pour sa délégation, ne sélectionnant que des athlètes qu'il estime être en mesure de remporter une médaille.

### Athlètes les plus titrés et sports à succès
Le nageur Matthew Cowdrey est l'Australien le plus titré aux Jeux paralympiques, avec vingt-trois médailles dont treize en or - les premières remportées à l'âge de 15 ans aux Jeux de 2004 à Athènes. Tim Sullivan (en) obtient dix médailles, toutes d'or, en athlétisme entre 2000 et 2008 ; il est le deuxième Australien le plus titré aux Jeux.
Outre l'athlétisme (486 médailles dont 157 en or) et la natation (453 médailles dont 136 en or), l'Australie s'est particulièrement distinguée en cyclisme, avec 110 médailles dont 41 titres paralympiques, ainsi qu'en tir sportif (vingt-cinq médailles, dont quinze titres). Elle a par ailleurs remporté deux fois l'épreuve masculine de basket-ball en fauteuil roulant (en 1996 et en 2008), et deux fois la compétition de rugby-fauteuil (en 2012 et en 2016).

## Médailles par Jeux paralympiques
Les médailles obtenues par les athlètes australiens sont les suivantes :

### Jeux paralympiques d'été
| Année                          | Athlètes          | Médaille d'or, Jeux paralympiques | Médaille d'argent, Jeux paralympiques | Médaille de bronze, Jeux paralympiques | Total | Rang |
| 1960 Rome                      |                   | 3                                 | 6                                     | 1                                      | 10    | 7e   |
| 1964 Tokyo                     |                   | 12                                | 11                                    | 7                                      | 30    |      |
| 1968 Tel Aviv                  |                   | 15                                | 16                                    | 7                                      | 38    |      |
| 1972 Heidelberg                |                   | 6                                 | 9                                     | 10                                     | 25    |      |
| 1976 Toronto                   |                   | 16                                | 18                                    | 7                                      | 41    |      |
| 1980 Arnhem                    |                   | 12                                | 21                                    | 22                                     | 55    |      |
| 1984 Stoke Mandeville/New York |                   | 49                                | 54                                    | 51                                     | 154   |      |
| 1988 Séoul                     |                   | 23                                | 34                                    | 38                                     | 95    |      |
| 1992 Barcelone/Madrid          |                   | 24                                | 27                                    | 25                                     | 76    |      |
| 1996 Atlanta                   |                   | 42                                | 37                                    | 27                                     | 106   |      |
| 2000 Sydney                    |                   | 63                                | 39                                    | 47                                     | 149   | 1re  |
| 2004 Athènes                   |                   | 26                                | 39                                    | 36                                     | 101   |      |
| 2008 Pékin                     |                   | 23                                | 29                                    | 27                                     | 79    |      |
| 2012 Londres                   |                   | 32                                | 23                                    | 30                                     | 85    |      |
| 2016 Rio de Janeiro            |                   | 22                                | 30                                    | 29                                     | 81    |      |
| 2020 Tokyo                     |                   | 21                                | 29                                    | 30                                     | 80    |      |
| 2024 Paris                     |                   | 18                                | 17                                    | 28                                     | 63    |      |
| 2028 Los Angeles               | événement à venir |                                   |                                       |                                        |       |      |
| 2032 Brisbane                  | événement à venir |                                   |                                       |                                        |       |      |
| Total                          | Total             | 407                               | 439                                   | 422                                    | 1 268 | 5e   |

### Jeux paralympiques d'hiver
| Année                   | Athlètes          | Médaille d'or, Jeux paralympiques | Médaille d'argent, Jeux paralympiques | Médaille de bronze, Jeux paralympiques | Total             | Rang              |                   |
| 1976 Örnsköldsvik       | 0                 | 0                                 | 0                                     | 0                                      | 0                 | –                 |                   |
| 1980 Geilo              |                   | 0                                 | 0                                     | 0                                      | 0                 | –                 |                   |
| 1984 Innsbruck          |                   | 0                                 | 0                                     | 0                                      | 0                 | –                 |                   |
| 1988 Innsbruck          |                   | 0                                 | 0                                     | 0                                      | 0                 | –                 |                   |
| 1992 Tignes-Albertville |                   | 1 (en)                            | 1                                     | 2                                      | 4                 |                   |                   |
| 1994 Lillehammer        |                   | 3                                 | 2                                     | 4                                      | 9                 |                   |                   |
| 1998 Nagano             |                   | 1 (en)                            | 0                                     | 1                                      | 2                 |                   |                   |
| 2002 Salt Lake City     |                   | 6                                 | 1                                     | 0                                      | 7                 |                   |                   |
| 2006 Turin              |                   | 0                                 | 1                                     | 1                                      | 2                 |                   |                   |
| 2010 Vancouver          |                   | 0                                 | 1                                     | 3                                      | 4                 |                   |                   |
| 2014 Sotchi             |                   | 0                                 | 0                                     | 2                                      | 2                 |                   |                   |
| 2018 PyeongChang        |                   | 1                                 | 0                                     | 3                                      | 4                 |                   |                   |
| 2022 Pékin              |                   | 0                                 | 0                                     | 1                                      | 1 (en)            |                   |                   |
| 2026 Cortina d'Ampezzo  | événement à venir | événement à venir                 | événement à venir                     | événement à venir                      | événement à venir | événement à venir | événement à venir |
| Total                   | Total             | 12                                | 6                                     | 17                                     | 35                | 19e               |                   |